# Aprositornis disjuncta
Az Aprositornis disjuncta a madarak osztályának verébalakúak (Passeriformes) rendjébe és a hangyászmadárfélék (Thamnophilidae) családjába tartozó Aprositornis nem egyetlen faja.

## Rendszerezése
A fajt Herbert Friedmann amerikai ornitológus írta le 1864-ben, a Myrmeciza nembe Myrmeciza disjuncta néven. Egyes szervezetek jelenleg is ide sorolják.

## Előfordulása
Dél-Amerika északi részén, Brazília, Kolumbia és Venezuela területén honos. A természetes élőhelye a szubtrópusi vagy trópusi szavannák. Állandó, nem vonuló faj.

## Megjelenése
Testhossza 13,5 centiméter, testtömege 14–15  gramm.

## Életmódja
Rovarokkal táplálkozik.

## Természetvédelmi helyzete
Az elterjedési területe nem nagy, egyedszáma viszont ismeretlen. A Természetvédelmi Világszövetség Vörös listáján nem fenyegetett fajként szerepel.